# Orlando McDaniel
Orlando Keith McDaniel (Shreveport, 1 de diciembre de 1960-28 de marzo de 2020) fue un jugador profesional de fútbol americano.

## Carrera
Jugó como receptor abierto en la National Football League (NFL) durante una temporada con los Denver Broncos. Fue reclutado por los Broncos en la segunda ronda del Draft de la NFL de 1982. Apareció en tres juegos durante la temporada de 1982 y no atrapó un pase.
McDaniel nació en Shreveport, Louisiana, y asistió a la Escuela Secundaria Lake Charles en Lake Charles, Louisiana. Asistió a la universidad en la Universidad Estatal de Luisiana, donde jugó fútbol americano universitario como un receptor abierto para el equipo de Fútbol LSU Tigers. En LSU, atrapó 64 pases para 1,184 yardas y tres aterrizajes en cuatro temporadas. Sus 17.5 yardas por recepción en 1981 ocuparon el segundo lugar en la Conferencia del Sureste, y sus 719 yardas de recepción ocuparon el cuarto lugar.
McDaniel también corrió en pista de carrera y terminó segundo en 1980 en el Campeonato de pista y campo al aire libre de la División I de la NCAA: obstáculos de 110 metros para hombres.

## Muerte
El 28 de marzo de 2020, McDaniel murió a los cincuenta y nueve años debido a las complicaciones por la enfermedad del COVID-19 causada por el virus del SARS-CoV-2.